# Société maghrébine de monétique
La Société Maghrébine de Monétique (S2M) est une entreprise marocaine de monétique créée en 1983,.
Aujourd’hui, S2M Worldwide est présente dans 35 pays situés en Afrique, en Asie, en Europe et en Océanie.
L'entreprise est spécialisée dans l'édition et l'intégration de solutions monétiques, la personnalisation de moyens de paiement, l'éditique, ainsi que la commercialisation et la maintenance de terminaux de paiement électronique.
S2M Worldwide est organisée en trois entités :
- S2M SDS, spécialisée dans le développement, l’intégration et la maintenance des solutions de paiement électronique ;
- S2M PM offre des services de personnalisation de moyens de paiement ainsi que des prestations d’éditique et de maintenance des terminaux de paiement électronique ;
- S2M PAAS, spécialisée dans l'externalisation de solutions de paiement électronique (comprenant les services d’hébergement, d’exploitation et de traitement back-office).

## Historique
S2M naît en 1983 Créée par son Président Abdelhaq EL ANDALOUSSI. S2M voit la publication de la première version du produit MultiPac, destiné aux banques et aux centres interbancaires. Compte tenu de l'étroitesse du marché marocain S2M s'ouvre rapidement sur le marché international et fait de l'entreprise une réelle success story marocaine exportant de la matière grise aux quatre coins du monde.
En 1985 l'activité de personnalisation de cartes est lancée, suivie trois ans plus tard, par celle des chèques. 
En 1997, S2M obtient un Trophée marocain à l'exportation. La nouvelle version 6 Native EMV sort sur le marché en 2002. En 2005 : S2M rebaptise sa solution monétique qui porte désormais le nom de SelectSystem ('Secure Electronic Card Transactions System). Le nouveau centre de production, inauguré en 2007 obtient la certification ISO 9001 version 2008 en 2009. 2 ans plus tard, S2M devient le premier éditeur marocain à rejoindre le cercle fermé des 6 % des sociétés certifiées CMMI dans le monde ayant atteint le 4e niveau. En 2011 l'entreprise est introduite à la Bourse de Casablanca par la cession de 30 % du capital. En 2013 : S2M Transactions, créée en 2012, est le premier opérateur marocain à obtenir la certification CMMI pour les services de niveau de maturité 3.S2M Transactions décroche la certification PCI-DSS. En 2015, S2M étend sa présence en Océanie en décrochant un contrat en Nouvelle-Zélande. La même année, elle crée une coentreprise, en partenariat avec Alroaya Gulf Holding, au Royaume de Bahreïn.

## Select-PX
Select-PX est un système de paiement natif EMV, qui inclut un front-office (Switch,Mobile, GAB, TPE et E-commerce), un back-office (acquéreur et émetteur), et répond aux normes de paiement des réseaux internationaux Visa, MasterCard, American Express.UnionPay International.
Select-PX se compose de modules indépendants : chacun d’entre eux couvre des fonctions spécifiques liées au paiement.